# Campora
Campora är en ort och kommun i provinsen Salerno i regionen Kampanien i Italien. Kommunen hade 391 invånare (2017).